# 貝灰
貝灰（達悟語：Manmek），是台灣達悟族的傳統生活用品之一，由貝殼燒製而成，有多種使用的方式，從日常生活到宗教儀式都有，有時也會被誤稱為石灰，而燒製貝灰的月份也被稱為貝灰月（Kaneman）。

## 簡述
貝灰是用貝殼燒製而成的粉末，據說最開始是由椰油部落（Yayo）的一個小女孩玩扮家家酒時，把木柴放在硨磲貝裡燒，路過的老人看到貝殼被燒成灰後，把灰帶回家配著檳榔一起吃，發現可以溫暖身子，部落的男性因此開始製作貝灰，另外，貝灰只能在達悟族曆法裡的貝灰月（約國曆十月）製作。
現實中，貝灰的用途則有以下幾種：
| 用途 | 詳細                                                                             | 場合                                                                                   |
| ---- | -------------------------------------------------------------------------------- | -------------------------------------------------------------------------------------- |
| 顏料 | 作為白色顏料使用                                                                 | 製作拼板舟                                                                             |
| 檳榔 | 將貝灰撒在檳榔上，跟著荖藤一起吃。                                               | 日常生活、招待客人                                                                     |
| 治病 | 將貝灰直接塗抹或加入水、檳榔汁一起塗抹在有問題的位置。                           | 肚子痛、傷口生膿（塗上貝灰後還要唸咒語把膿逼出來）                                     |
| 驅魔 | 在家裡四周灑上貝灰、用貝灰在門上畫人像讓魔鬼不敢接近、或是將貝灰抹於額頭和肩膀。 | 作惡夢（三種方式都有）、家畜生病（撒貝灰）、辦喪事（給小孩抹貝灰）、孕婦遠行（抹貝灰） |
| 詛咒 | 將貝灰撒在他人的農田裡。                                                         | 詛咒他人收成不好                                                                       |

### 製作
1. 選擇大河流左側，臨海近郊的地方。
2. 蒐集硨磲貝及大岩螺，將外觀清洗乾淨後和木材交疊起來、點火燒。
3. 當木材大致稍微後，取出貝殼過水，並放入陶甕裡保溫、讓其碎裂成灰，這時也可以加入咬人狗的嫩葉或是姑婆芋的果實以增加辣味。
4. 和檳榔一起試吃，吐出來的汁液越紅越好[1][3]。

## 禁忌
因為貝灰具有「焚毀、消失」的含意，象徵著毀滅，會傷害家畜、人口和農作物，所以不管是貝灰的製作或貝灰月，都有相當多禁忌，不遵守的話會帶來不幸。

### 平常時間
- 飛魚季期間和日常使用的餐具不可以碰到貝灰[1]。

### 製作時
- 只能在貝灰月製作
- 必須是晴天，天氣不好須改日
- 需已經長大成家的男性才能參與，女性因為是孕育生命的來源，需和象徵毀滅的貝灰保持距離，妻子懷孕中的男性也不可以。
- 製作貝灰的當天不可下田工作
- 不可告知別人
- 不可喧嘩[1][2]。

### 貝灰月
- 不可舉行慶典。
- 不可聚餐。
- 不可宰殺豬羊。
- 不可舉行婚禮（據說之前有對戀人在貝灰月結婚，結果婚後不到一個月就生病而相繼死亡）。
- 不可造屋造船。
- 不可進行地瓜以外的作物墾地。
- 不可砍樹。
- 不可罵別人（據說曾有族人在貝灰月時爭吵並打架，打輸的人罵對方：「Pakanakananemakajira so anito（你家超過六個人死掉）」，結果一個月後對方的家裡真的因病死了六個人）[4][5]。